# Setge de Solsona
El setge de Solsona fou un episodi de la Primera Guerra Carlina ocorregut entre el 20 d'abril i el 2 de maig de 1837 a la ciutat i voltants de Solsona entre les forces del capitost carlí Benet Tristany i les forces liberals que custodiaven la vila, així com les tropes liberals del baró de Meer i el seu lloctinent Niubó, que acudiren a socórrer-la.
Tristany, ajudat per un milicià ex-carlí que estava de torn de guàrdia en la seu episcopal, penetrà a la vila la nit de 21 al 22 d'abril, aconseguint acorralar la guarnició en el convent fortificat i algunes cases del voltant. El baró de Meer, assabentat de l'assalt, envià les forces del coronel Niubó a alliberar la vila. La lluita es perllonga 10 o 12 dies. Finalment, el dia 2 de maig, uns 2000 soldats liberals foren batuts prop de la vila d'Estany de Puigdollers, deixant-hi 400 morts i 600 ferits.
Malgrat que la intervenció del baró de Meer aconseguí alliberar els sitiats, la ciutat de Solsona caigué definitivament en mans carlines. L'endemà mateix de la batalla definitiva, la Junta Suprema del carlisme català fou restablerta a Solsona.
El 14 de juny, Carles V, al capdavant de l'Expedició Reial, entrava solemnement a Solsona.